# Équipe des Émirats arabes unis de football à la Coupe des confédérations 1997
L'équipe des Émirats arabes unis de football participe à sa 1re Coupe des confédérations lors de l'édition 1997 qui se tient en Arabie saoudite du 12 décembre au 21 décembre 1997. Elle se rend à la compétition en tant que finaliste de la Coupe d'Asie des nations 1996.

## Résultats

### Phase de groupe
|   | Équipe              | Pts | J | G | N | P | BP | BC | Diff |
| - | ------------------- | --- | - | - | - | - | -- | -- | ---- |
| 1 | Uruguay             | 9   | 3 | 3 | 0 | 0 | 8  | 4  | +4   |
| 2 | Tchéquie            | 4   | 3 | 1 | 1 | 1 | 9  | 5  | +4   |
| 3 | Émirats arabes unis | 3   | 3 | 1 | 0 | 2 | 2  | 8  | -6   |
| 4 | Afrique du Sud      | 1   | 3 | 0 | 1 | 2 | 5  | 7  | -2   |

| 13 décembre 1997 | Émirats arabes unis | 0 | 2 | Uruguay             |
| 15 décembre 1997 | Émirats arabes unis | 1 | 0 | Afrique du Sud      |
| 17 décembre 1997 | Tchéquie            | 6 | 1 | Émirats arabes unis |

| 13 décembre 1997                  | Uruguay                       | 2 - 0 | Émirats arabes unis | Stade International Roi Fahd, Riyad             |                                                 |
| 17:50 · Historique des rencontres | Olivera 45+2e · Pacheco 90+2e |       |                     | Spectateurs : 13 000 Arbitrage : Ramesh Ramdhan | Spectateurs : 13 000 Arbitrage : Ramesh Ramdhan |
| 17:50 · Historique des rencontres | (Rapport)                     |       |                     | Spectateurs : 13 000 Arbitrage : Ramesh Ramdhan | Spectateurs : 13 000 Arbitrage : Ramesh Ramdhan |

| 15 décembre 1997                  | Émirats arabes unis | 1 - 0 | Afrique du Sud | Stade International Roi Fahd, Riyad          |                                              |
| 17:50 · Historique des rencontres | Mubarak 5e          |       |                | Spectateurs : 11 000 Arbitrage : René Ortube | Spectateurs : 11 000 Arbitrage : René Ortube |
| 17:50 · Historique des rencontres | (Rapport)           |       |                | Spectateurs : 11 000 Arbitrage : René Ortube | Spectateurs : 11 000 Arbitrage : René Ortube |

| 17 décembre 1997                  | Tchéquie                                                 | 6 - 1 | Émirats arabes unis | Stade International Roi Fahd, Riyad         |                                             |
| 17:50 · Historique des rencontres | Obaid 11e (csc) · Nedved 22e, 31e · Šmicer 42e, 68e, 71e |       | Al-Talyani 78e      | Spectateurs : 8 000 Arbitrage : René Ortube | Spectateurs : 8 000 Arbitrage : René Ortube |
| 17:50 · Historique des rencontres | (Rapport)                                                |       |                     | Spectateurs : 8 000 Arbitrage : René Ortube | Spectateurs : 8 000 Arbitrage : René Ortube |

## Effectif
Sélectionneur :  Milan Máčala
| No. | Pos.      | Joueur                 | Date de naissance et âge | Sélec. | Club              |
| --- | --------- | ---------------------- | ------------------------ | ------ | ----------------- |
| 1   | Gardien   | Juma Rashid            | 2 septembre 1974         |        | Al Shabab Dubaï   |
| 2   | Défenseur | Abdulla Essa Al-Falasi | 6 mai 1977               |        | Al Wasl Dubaï     |
| 3   | Défenseur | Munther Abdullah       | 12 janvier 1975          |        | Al Wasl Dubaï     |
| 4   | Défenseur | Abdulrahman Al-Haddad  | 23 mars 1966             |        | Sharjah SC        |
| 5   | Milieu    | Hassan Mubarak         |                          |        | Al Nasr Dubaï     |
| 6   | Milieu    | Ismail Rashid Ismail   | 27 octobre 1972          |        | Al Wasl Dubaï     |
| 7   | Milieu    | Saad Bakheet Mubarak   | 15 octobre 1970          |        | Al Shabab Dubaï   |
| 8   | Attaquant | Ahmed Adel             |                          |        | Kalba             |
| 9   | Attaquant | Nasir Khamees          |                          |        | Al Wasl Dubaï     |
| 10  | Milieu    | Adnan Al-Talyani (c)   | 30 octobre 1964          |        | Al Sha'ab Sharjah |
| 11  | Attaquant | Yaser Salem Ali        |                          |        | Al-Wahda          |
| 12  | Gardien   | Yaqout Mubarak         |                          |        | Al Nasr Dubaï     |
| 13  | Défenseur | Aljunaibi Anbar Jumaa  |                          |        | Al-Wahda          |
| 14  | Milieu    | Khamees Saad Mubarak   |                          |        | Al Shabab Dubaï   |
| 15  | Milieu    | Mohamed Ali            | 12 décembre 1965         |        | Al Nasr Dubaï     |
| 16  | Milieu    | Ahmed Saeed            |                          |        | Kalba             |
| 17  | Gardien   | Muhsin Musabah         |                          |        | Sharjah SC        |
| 18  | Milieu    | Ahmed Ibrahim Ali      |                          |        | Sharjah SC        |
| 19  | Milieu    | Gholam Ali             |                          |        | Al Wasl Dubaï     |
| 20  | Défenseur | Mohamed Obaid          |                          |        | Al-Ain            |

## Navigation